# Praproče (Dobrova-Polhov Gradec)
Praproče is een plaats in Slovenië en maakt deel uit van de gemeente Dobrova-Polhov Gradec in de NUTS-3-regio Osrednjeslovenska. De plaats telde 100 inwoners op 1 januari 2020.